# Булгари (окръг Сълаж)
Вижте пояснителната страница за други значения на Булгари.
Булгари  (на румънски: Bulgari) е село в Трансилвания, Румъния. Административно Булгари е част от община Сълътиг, Окръг Сълаж. Селото е засвитеделствано за пръв път в 1377 година.